# Benidorm Fest
El Benidorm Fest és un festival de la cançó organitzat a Espanya per l'empresa pública de comunicació Radiotelevisió Espanyola (RTVE) en col·laboració amb la Generalitat Valenciana. Aquest concurs determina la cançó que representarà Espanya al Festival de la Cançó d'Eurovisió. Se celebra des de l'any 2022 a Benidorm. El certamen consta de dues semifinals i una final, de la qual surt un guanyador triat pel públic i per equips de jutges, ambdues parts amb la mateixa influència en el resultat final.

## Història

### Antecedents
El 1958, a Espanya va sorgir la idea de celebrar un festival de la cançó estiuenc a l'estil del que es feia al Festival de la cançó de Sanremo a Itàlia, des de 1951. Aquest fet es va produir al quiosc El Tío Quico, on es trobaven l'alcalde de la ciutat, Pedro Zaragoza Orts; l'escriptor i periodista Carlos Villacorta, director del gabinet de premsa de la Secretaria General del Moviment, i el periodista Teodoro Delgado Pomata. El juliol de 1959 es va organitzar la primera edició del Festival Espanyol de la Cançó de Benidorm, organitzat per la Xarxa d'Emissores del Moviment des del Manila Park de la ciutat.
La mecànica del festival durant les primeres edicions (de 1959 a 1971) va consistir a presentar els temes en doble versió, com era habitual als festivals de la cançó del moment. El triomf de la cançó «Un telegrama» i el seu apoteòsic èxit a l'Espanya de l'època va garantir la continuïtat del festival a Benidorm, malgrat el fet que algunes ciutats del sud d'Espanya van intentar fer-se amb l'organització del festival. Durant aquesta etapa es van succeir els majors èxits de la història del festival, com «Comunicando», «Quisiera ser», «Tu loca juventud», «La vida sigue igual» i «Amor amargo». A més, va comptar amb la participació d'emergents figures de la cançó lleugera espanyola, com ara el Dúo Dinámico, Raphael, Bruno Lomas, Joe y Luis, Michel, Los Gritos i Julio Iglesias. Igualment, encara que no va ser una catapulta cap a l'èxit, durant aquests anys es van presentar artistes com Karina, Víctor Manuel, Lolita Garrido i Manolo Otero. Hi va participar Rosa Morena, que ja gaudia d'èxit a l'estranger abans de la seva consagració a Espanya.
D'altra banda, l'etapa que es va desenvolupar entre 1972 i 1985 va marcar un cert declivi del festival. La premsa repetia any rere any que la qualitat de les cançons anava en descens i de fet, durant aquests anys, el festival només va llançar l'èxit «Soledad», d'Emilio José, i va premiar a solistes com Eduardo Rodrigo, Mochi, Juan Camacho o Dyango i a compositors com Juan Pardo, Dúo Dinámico o El Lute. Altres contendents van ser Betty Missiego, Braulio, Tito Mora, José Vélez, l'actriu Beatriz Carvajal, Nydia Caro, Andrés Caparrós, Bacchelli o Tino Casal. Els canvis en els panorames musical i audiovisual que va portar la transició política van comportar un creixent desinterès cap al festival. La no celebració de les edicions de 1979 i 1984 i les edicions experimentals en 1983 (no competitiva) i en 1985 (que va buscar un públic més jove amb la invitació per participar en grups pop-rock com Alphaville, Seguridad Social o Aerolíneas Federales) no van aconseguir aixecar l'interès en el públic, la qual cosa va portar a la cancel·lació del festival de 1986 a 1992.
Més tard, després d'una pausa de set anys, el 1993 es va tornar a organitzar, el que va ser el començament de la tercera etapa del concurs. En aquest primer any es van diferenciar dues categories, la final de pop-rock i la de cançó lleugera, però a partir de 1994 es va tornar a l'antiga fórmula de premiar una sola cançó. L'esdeveniment va esdevenir internacional a partir de 2004, quan va adoptar la denominació de Festival Internacional de la Cançó de Benidorm, i va deixar de celebrar-se després de la 39a edició per l'escàs interès del públic i dels mitjans de comunicació. Durant aquestes catorze edicions, la repercussió mediàtica del festival va ser nul·la, malgrat premiar amb la Sireneta d'Or Alazán, Coral Segovia i La Década Prodigiosa i els autors Pablo Motos i Rosana Arbelo. Altres artistes rellevants del panorama musical espanyol que s'hi van presentar en aquesta etapa van ser Esmeralda Grao, Paco Arrojo, Pasión Vega, Luis Livingstone, Mikel Herzog, A las 10 a casa, Barei (com a part del duo Dos Puntos), Jesús Cisneros i Inma Serrano.
Cal destacar que el festival es retransmetia per TVE, encara que durant els anys 1960 i 1970 no es va emetre íntegre perquè era un espectacle més pensat per al públic congregat a Benidorm que com a programa de televisió. Les edicions de 1993 a 1996 van ser retransmeses per Telecinco i a partir de 1997, TVE va tornar a transmetre'l i pel canal autonòmic Canal 9. L'edició de 2006 no va tenir cobertura televisiva nacional, ja que TVE es va desvincular del projecte i només va ser emesa per Canal 9.

### Retorn d'un festival a Benidorm
Després de quinze anys del final del Festival de Benidorm, el 22 de juliol de 2021, RTVE va retransmetre una conferència des de la ciutat de la Marina Baixa on el president de la Generalitat Valenciana, Ximo Puig, l'alcalde de Benidorm, Antonio Pérez, i el president de la radiodifusora, José Manuel Pérez Tornero, van comunicar el retorn d'un festival amb el propòsit de convertir-lo en la nova preselecció d'Espanya al Festival de la Cançó d'Eurovisió a llarg termini. En aquesta retransmissió, la televisió pública va assegurar canvis i mecàniques renovades, així com un “doble concurs” en què es compaginarien tant cantants professionals com cantants amateurs, el premi dels quals seria la possibilitat de representar Espanya a Eurovisió des de l'edició de 2022. Després, el 29 de setembre del mateix any, van ser publicades les bases i la mecànica, i es va anunciar que el certamen es denominaria Benidorm Fest.

## Format
A mitjan del mes de febrer, mitjançant dos semifinals i una final, setze candidats —ja siguin solistes, duos, trios o grups— interpreten les seves cançons en directe. Després, el públic (compost pel televot i un panell demoscòpic de jutges, aquest últim format per una mostra de la població espanyola seleccionada mitjançant regles estadístiques i demoscòpiques, el qual està compost per 350 persones de diferents edats, sexes i classes socials, entre altres aspectes) i un jurat, tant nacional com internacional, procedeixen a votar al 50% per les cançons que al seu judici són les millors. Al final del programa, la cançó amb més punts es declara vencedora i esdevé la representant d'Espanya al Festival de la Cançó d'Eurovisió, a més d'atorgar al seu torn, des de 2026, un premi de 100 000€ per a l'artista o grup guanyador i un altre de 50 000€ per als autors de la cançó.

### Rondes televisades i votacions
Les semifinals són transmeses en dues nits de la mateixa setmana (dimarts i dijous). En cadascuna d'elles competeixen vuit cançons, de les quals en passen quatre a la fase final. El públic i el jurat són els encarregats de triar els finalistes, cada bloc amb un pes del 50% en la decisió final. Més concretament, cada membre del jurat –quatre nacionals i quatre internacionals– reparteix individualment 12, 10, 8, 7, 6, 5, 4 i 2 punts, mentre que el públic distribueix 80, 70, 60, 56, 50, 44, 40 i 32 punts, dels quals una meitat (40, 35, 30, 28, 25, 22, 20 i 16 punts) correspon al televot a través de trucades telefòniques, missatges SMS i el vot únic gratuït de l'aplicació d'RTVE Play (en aquest últim consten de manera anònima la data de naixement, el sexe, el país i el codi postal de cada votant i aquest vot té exactament el mateix valor que un vot de pagament a través d'una trucada telefònica o d'un missatge SMS), i l'altra meitat, al vot demoscòpic. En total, es reparteixen 864 punts en cada gala (432 per part del jurat –54 per membre– i 432 del públic –216 del televot i 216 del vot demoscòpic–).
En cas de fallades tècniques o d'empat en el nombre de vots del públic demoscòpic, es resol per referència del jurat, és a dir, el tema que té més vots del jurat és el que es manté en la posició superior. Si amb això no es resol, es desempata amb el que té més plens dels vots del jurat (més dotzes, més deus…). Cal destacar que, en semifinals, només es resolen els empats fins al 4t lloc, que és el tall per a accedir a la final.
Quant a la final, aquesta té lloc el dissabte que segueix a la celebració de les semifinals. En ella participen vuit cançons (les quatre més votades en cada semifinal), la guanyadora de la qual aconsegueix el dret de representar Espanya al Festival de la Cançó d'Eurovisió. El sistema de votació compost pel públic i el jurat és el mateix que en les gales prèvies, tot amb els mateixos criteris de desempat que en semifinals, encara que només es resol si afecta la 1a posició, ja que es determina únicament el vencedor. En total, es reparteixen també 864 punts (432 per part del jurat –54 per membre– i 432 del públic –216 del televot i 216 del vot demoscòpic–).
Finalment, en cas d'empat en el còmput final dels vots del jurat i el públic, resulten finalistes (en semifinals) o guanyadora (en la final) les cançons que reben les millors puntuacions del públic. Per tant, els empats es resolen prioritzant la decisió del públic, de manera que la que obtingui la major suma entre el panell demoscòpic i el televot és la que obté la posició superior i, per tant, resulta seleccionada. Així mateix, en cas de fallades tècniques en els sistemes de votació demoscòpica o televot que puguin impedir determinar els resultats de les votacions del públic, resulta guanyadora la cançó que rebi la millor puntuació del jurat. No obstant això, si les fallades tècniques només es donen en un dels sistemes (bé en el vot demoscòpic o bé en el televot), l'altre sistema de votació del públic que no hagi presentat fallades passa a representar el 50% del resultat del públic amb caràcter general.

## Símbols d'identitat

### Himne
L'himne del Benidorm Fest, titulat «Vita est», va ser compost pel músic Pepe Herrero i és interpretat per l'Orquestra i Cor de Radiotelevisió Espanyola. Es tracta d'una peça simfònica inspirada en temes clàssics com «O Fortuna» de Carmina Burana de Carl Orff, conjugat amb grans composicions modernes de compositors com Hans Zimmer. Així mateix, la lletra, composta en llatí, destaca el valor de la música per unir els pobles i de com a través de l'art i la cultura podem ser lliures. A més, parla dels somnis, la superació i els valors del mateix Festival d'Eurovisió.
D'altra banda, a partir del tema principal, l'autor va produir 15 variacions de l'himne, de diferent durada i plantilla instrumental, per a diversos usos. Entre les versions, es troba l'Adagio, un tema més lent i sense percussió, metalls, fustes, piano ni lletra; només amb instruments de corda i les veus del cor.

### Trofeu
El guanyador o guanyadors del Benidorm Fest reben un Micròfon de Bronze, elaborat per l'escultor madrileny José Luis Fernández. Es tracta d'una obra de 30 centímetres d'alt, fosa en bronze i elaborada amb el mètode de fosa a la cera perduda.

## Selecció dels participants
Durant un mes, RTVE inicia un termini perquè artistes, autors i compositors enviïn les seves propostes a la corporació de radiotelevisió pública, mentre que la mateixa radiodifusora es reserva una invitació directa a cantants i autors reconeguts del panorama musical actual. Al certamen poden presentar-se intèrprets, grups i autors que compleixin com a mínim 16 anys abans del 1r de maig, els quals han de ser de nacionalitat espanyola o disposar de la residència permanent a Espanya (en el cas de duos o grups, almenys el 50 % dels integrants ha de complir aquesta condició). Cal destacar que els cantants poden enviar únicament una sol·licitud, encara que els compositors tenen la possibilitat de presentar un tema com a autors principals, i dos addicionals com a coautors.

### Cançons
Les cançons han de ser originals i no haver estat publicades, interpretades o distribuïdes, en tot o part, abans del 1r de setembre de l'any anterior a la celebració del Festival d'Eurovisió. A més, la cançó, que ha de durar com a mínim 2 minuts i mig i 3 minuts com a màxim, ha d'incloure lletra en castellà i/o llengües cooficials d'Espanya, encara que s'accepten cançons amb fragments en idiomes estrangers, sempre que no superin el 40 % del text. Així mateix, els autors poden suggerir l'artista o grup que consideri ideal per interpretar la seva cançó, però la decisió final sempre és d'RTVE.

### Intèrprets
Després de les inscripcions, un jurat compost per professionals d'RTVE i de la indústria musical valora les propostes rebudes i selecciona les 14 candidatures que formaran part del Benidorm Fest, de les quals dues, com a mínim, han de ser de les que van inscriure's des del web. Per triar els participants es té en compte la paritat de gènere, la combinació de referents musicals amb nous talents i la varietat d'estils. Finalment, l'anunci del nom dels artistes i les cançons per part d'RTVE es produeix entre el novembre i el desembre de l'any previ.

## Guanyadors
| Any  | Intèrpret(s)  | Cançó      | Compositor(s)                                                         | Resultat al Festival d'Eurovisió | Resultat al Festival d'Eurovisió |
| Any  | Intèrpret(s)  | Cançó      | Compositor(s)                                                         | Posició                          | Punts                            |
| ---- | ------------- | ---------- | --------------------------------------------------------------------- | -------------------------------- | -------------------------------- |
| 2022 | Chanel        | «SloMo»    | Leroy Sanchez, Keith Harris, Ibere Fortes, Maggie Szabo, Arjen Thonen | 3a                               | 459                              |
| 2023 | Blanca Paloma | «Eaea»     | Blanca Paloma Ramos, José Pablo Polo, Álvaro Tato                     | 17a                              | 100                              |
| 2024 | Nebulossa     | «Zorra»    | Maria Bas, Mark Dasousa                                               | 22a                              | 30                               |
| 2025 | Melody        | «Esa diva» | Alberto Fuentes Lorite, Melodía Ruiz Gutiérrez                        | 24a                              | 37                               |